# طاسران
طاسران، روستایی از توابع بخش مرکزی شهرستان کبودرآهنگ در استان همدان ایران است.

## جمعیت
این روستا در دهستان راهب قرار دارد و براساس سرشماری مرکز آمار ایران در سال ۱۳۹۵، جمعیت آن ۱۵۰۵ نفر (۴۵۸ خانوار) بوده‌است.